# Tapinoma kinburni
Tapinoma kinburni is een mierensoort uit de onderfamilie van de Dolichoderinae. De wetenschappelijke naam van de soort is voor het eerst geldig gepubliceerd in 1937 door Karavaiev.